# Kastell Orheiu Bistriței

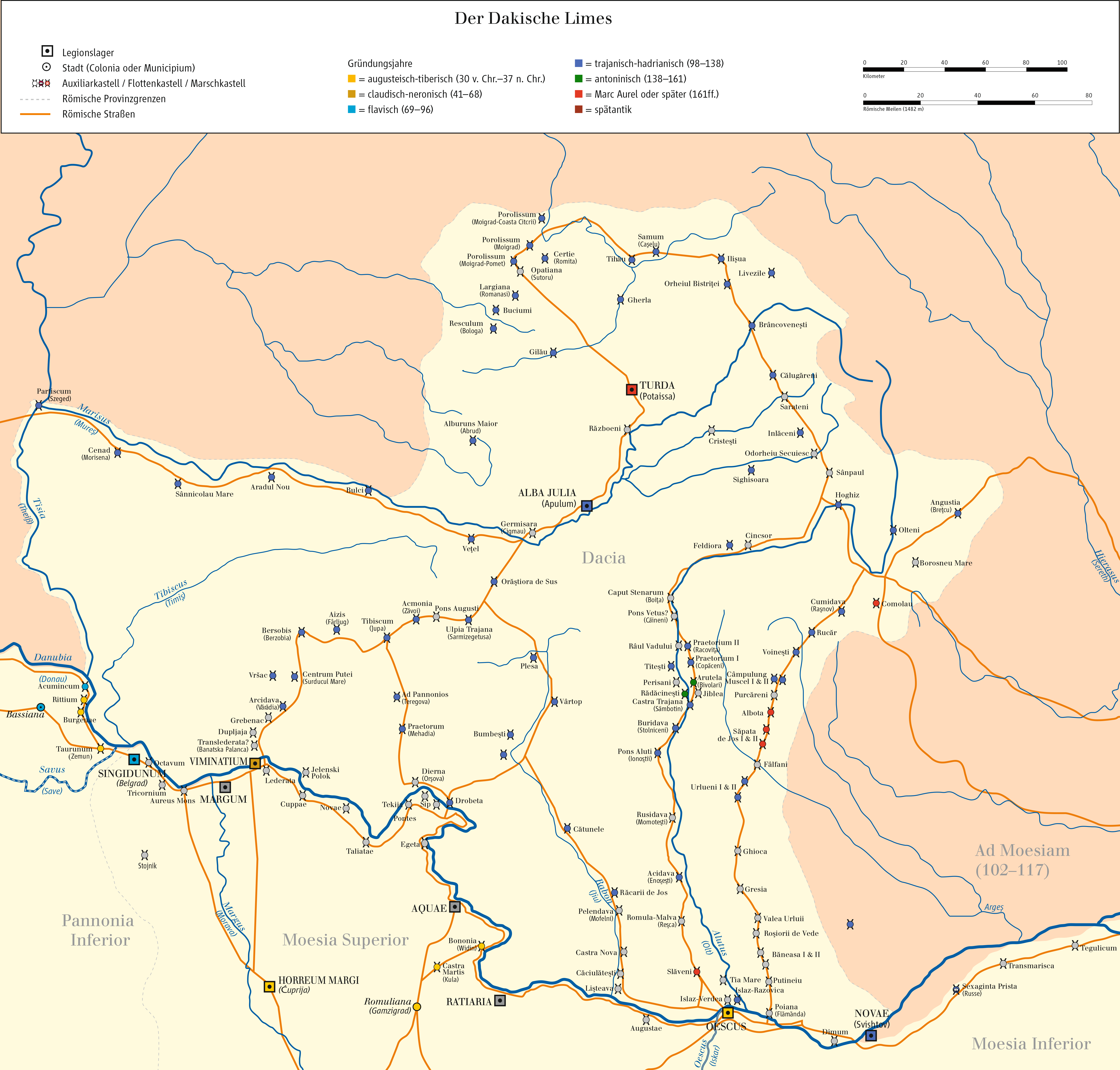
Kastell Orheiu Bistriței im Limesverlauf

Kastell Orheiu Bistriței war ein römisches Hilfstruppenlager am nordöstlichen Dakischen Limes in der Provinz Dacia Porolissensis (zuvor Dacia superior). Im heutigen Siedlungsbild befindet sich das ehemalige Militärlager auf dem Gebiet der Gemeinde Orheiu Bistriței (Burghalle), Kreis Bistrița-Năsăud im nördlichen Siebenbürgen, Rumänien. Gemeinsam mit insgesamt 277 Stätten des Dakischen Limes wurde das Kastell Orheiu Bistriței 2024 zum UNESCO-Weltkulturerbe erhoben.

## Lage
Die Relikte des Kastells liegen auf flachem Gelände auf der westlichen Seite des Flüsschens Budac, an der westlichen Peripherie der heutigen Ortschaft. Eine große Fläche des ehemaligen Militärlagers ist heute überbaut. Ein Teil der Retentura (rückwärtiger Lagerteil) liegt unter dem evangelischen Friedhof, der heute nicht mehr genutzt wird. Die sekundäre Verwendung der römischen Steine für Bauten des Ortes im Laufe der Jahrhunderte sorgte dafür, dass im Gelände kaum noch etwas wahrnehmbar ist. In antiker Zeit könnte das Kastell eine strategisch bedeutende Rolle gespielt haben, da es – wenn man von dem nur sieben Kilometer Luftlinie entfernten und nur temporär genutzten Kastell Livezile einmal absieht – auf der rund 85 Kilometer langen Strecke zwischen dem Kastell Ilișua und dem Kastell Brâncovenești die einzige bekannte römische Garnison war.

## Forschungsgeschichte

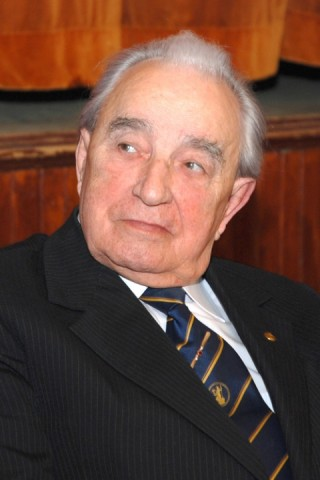
Dumitru Protase (1926–2022), Ausgräber des Kastells

Das Kastell Orheiu Bistriței geriet erst spät in den Focus der Archäologen, auch wenn der Platz als Fundort römischer Artefakte bereits seit der Wende von 18. zum 19. Jahrhundert bekannt war. In dieser Zeit tauchten im Bereich des evangelischen Friedhofes der Gemeinde immer wieder römische Funde auf, die von dem Pfarrer Martin Textoris gesammelt, aber nicht richtig zu deuten gewusst wurden. Auch in der ersten Hälfte des 19. Jahrhunderts wurde der Ort nur sporadisch im Zusammenhang mit der römischen Straße oder als Fundort römischer Objekte erwähnt, nicht jedoch explizit als möglicher Standort eines römischen Militärlagers genannt. Erst Carl Gooss beschrieb 1876 „...ein römisches Lager mit klafterhohen gemauerten Wällen“. Auch Károly Torma erwähnte 1880 das Kastell, als er sich dem nördlichen Dakischen Limes widmete. Josef Ornstein versuchte 1898 den Ort mit dem in der Kosmographie des Geographen von Ravenna erwähnten Ermerium gleichzusetzen, Gábor Finály benutzte 1912 die Geographike Hyphegesis des Claudius Ptolemäus, um Arcobadara in Orheiu Bistriței zu verorten.
Systematische Begehungen oder gar Ausgrabungen fanden bis zur Mitte des 20. Jahrhunderts nicht statt. István Paulovics war der Erste, der 1942 im Rahmen seiner Prospektionen am Ostdakischen Limes auch dieses Kastell untersuchte und sich darüber hinaus mit allen bislang erschienenen Publikationen auseinandersetzte. Die ersten wissenschaftlichen Ausgrabungen fanden von 1957 bis 1960 statt und wurden in Zusammenarbeit zwischen der Fakultät für Geschichte und Philosophie der Babeș-Bolyai-Universität Cluj und dem Museum von Bistrița (Muzeul Județean Bistrița-Năsăud) durchgeführt. Sie standen anfänglich unter der Leitung von Mihail Macrea und seit 1958 unter der von Dumitru Protase. Seit dieser Zeit hat es keine umfangreicheren Untersuchungen mehr in Orheiu Bistriței gegeben.

## Befunde
Das Kastell bedeckte mit seinen Abmessungen von 139 m mal 190 m in seiner Holz-Erde-Bauphase eine Fläche von 2,5 ha, und in der Steinbauphase mit 203 m × 144 m ein Areal von rund 2,9 ha. Bei den Ausgrabungen der Jahre 1957 bis 1960 wurde der Lagerbereich mit insgesamt neun Schnitten (Gesamtlänge 220 m bei einer Breite von 1,20 m) und zwei großen Flăchen (Gesamtfläche 1020 m²) untersucht. Die Flächen wurden im Bereich der Principia (Stabsgebäude) und des Praetoriums (Kommandantenwohnhaus) angelegt. Weitere Sondierungsschnitte wurden auf der Suche nach dem Vicus gegraben.

### Umwehrung
Das Militärlager war zunächst in Holz-Erde-Bauweise angelegt worden und wurde zu einem späteren Zeitpunkt durch ein Steinkastell ersetzt. Umgeben war es von einer Wehrmauer, vor der sich nach einer 1,85 m breiten Berme ein einfacher, sechs Meter breiter und 2,80 m tiefer Spitzgraben als Annäherungshindernis befand. Zum Teil war das Fundament der Steinmauer passgenau in die Ausbruchgrube der Holz-Erde-Umwallung gesetzt worden. Zum Ausgrabungszeitpunkt waren im Wesentlichen nur noch die aus Fluss-Steinen gemauerten Fundamente der Mauer vorhanden, das aufgehende Mauerwerk schien bis auf eine Ausnahmen vollständig dem Steinraub zum Opfer gefallen zu sein, wofür die starke Durchwühlung des Geländes sprach. An der einen Stelle, an der das Aufgehende noch fragmentarisch vorhanden war, konnte festgestellt werden, dass die Mauer einst 1,30 m mächtig und in der Technik des Opus incertum errichtet worden war. Von den Toren konnte die Porta principalis sinistra (linkes Seitentor) im Gelände identifiziert, jedoch aufgrund des Einspruchs des Grundstücksbesitzers nur unzulänglich untersucht werden. Ihre Breite betrug 7,40 m bis 7,60 m, bei einer Entfernung von 80 Metern zur Nordwestecke des Kastells.

### Principia

Die Grabungsergebnisse in den Principia von 1957–1960

Von der Innenbebauung wurden namentlich die Pricipia und das Praetorium zumindest teilweise freigelegt. Die vollständigen Maße der Principia konnten nicht ermittelt werden, es gelang jedoch insgesamt acht Räume näher zu untersuchen.
Raum I hatte die Abmessungen von 5,20 m mal 4 m (= knapp 21 m²) und war durch Steinraub völlig zerstört. Nur die Fundamente aus Flussbettsteinen waren erhalten geblieben. In dem Füllmaterial traten ein paar Scherben roter und grau-schwärzlicher Keramik, einige Eisennägel, die Spitze eines Pilums, Fragmente von Backsteinen und Dachziegeln (zum Teil mit dem Stempelabdruck CIH∞), ein Denarius des Marcus Aurelius und der Bügel einer bronzenen Fibel zu Tage.
Die Räume II und III waren ein zusammenhängender, 3,10 m mal 2,30 m (= 7,1 m²) messender Apsidenbau, der durch eine 0,5 m dicke Wand, in die eine 0,55 m breite Türe eingelassen war, in zwei Räume aufgeteilt wurde. Die Außenmauer war 0,75 m dick und ruhte auf einem 0,70 m tiefen Fundament aus vermörtelten Flussbettsteinen. Das Aufgehende war noch 0,30 m über dem Fundament erhalten. Es bestand aus mit Kalkmörtel vermauerten Steinbruch- und Flussbettsteinen. Das Fundmaterial bestand aus der gleichen Keramik wie das aus dem ersten Raum, zusätzlich wurden eine eiserne Messerklinge und eiserne Nägel, Bruchstücke von Backsteinen und Dachziegeln (teilweise mit dem Stempel CIH∞), sowie im Füllmaterial ein Denarius des Severus Alexander gefunden.
Raum IV war mit seinen Abmessungen von 5,20 m mal 5,10 m (= 26,5 m²) annähernd quadratisch und schloss sich an die Räume I bis III an. Dieser Raum konnte nur längs der zerstörten Mauern aufgemessen werden, eine Ausgrabung im Inneren unterblieb. Das Fundmaterial bestand aus roten Keramikscherben, Backstein- und Ziegelfragmenten, einer eisernen Messerklinge und ein paar Eisennägeln. Neben der Mauer trat noch ein Denarius des Severus Alexander ans Tageslicht.
Der rechteckige Raum V hatte die Maße von 4,30 m mal 3,60 m (= 15,5 m²) und war ebenfalls schwer zerstört. Das aufgehende Mauerwerk war vollständig abgebrochen. Bei der Ausgrabung im Inneren des Raumes wurde rote Keramik, mehrere Eisennägel, ein Bronzeschlüssel, Bruchstücke von Dachziegeln und Backsteinen, sowie eine stark beschädigte Potinmünze gefunden, die wahrscheinlich aus der zweiten Hälfte des dritten Jahrhunderts stammt.
Raum VI ist aufgrund seiner länglichen Abmessungen von 5,20 m mal 1,70 m (= 8,8 m²) als ein Flur anzusprechen. Seine Wände aus Steinbruchsteinen waren fast völlig zerstört. Ihre Fundamente bestanden aus Flussbettsteinen. Neben roter Keramik und den üblichen Eisennägeln wurde in diesem Raum noch ein Beschlag aus Bronze gefunden.
Die Räume VII und VIII waren die größten ergrabenen Zimmer der Principia. Raum VII bedeckte mit seinen Abmessungen von 7,80 m mal 4,40 m eine Fläche von 34,3 m², Raum VIII nahm mit seinen Maßen von 8 m (+ ?) mal 4,40 m sogar mindestens 35 m² in Anspruch. Leider waren die Räume beträchtlich zerstört. Die Mauern waren teilweise bis in die Fundamente hinein ausgebrochen. Auch konnte die Ausgrabung in diesem Bereich nicht beendet werden. Der Ausgräber gab noch in seiner 2007 erschienenen Publikation zum Kastell der Hoffnung Ausdruck, dass man bei einer künftigen Grabung die kompletten Principia freilegen könne, um alle Zusammenhänge zu verstehen.
In den gesamten Principia, soweit sie ergraben wurden, gab es, außer in dem Apsidenbau (Räume II und III), keinerlei Hinweise auf Hypokaustanlagen. Ebenso wenig konnte eine ältere Holzbauphase festgestellt werden. Allerdings standen an einigen Stellen die Fundamente der Außenwände auf einer Schuttschicht, was eine zweite Bauphase nicht unwahrscheinlich macht. Das Gebäude war nach Nordosten zur Porta Prätoria hin orientiert.

### Praetorium
Das Praetorium lag südlich neben den Principia. Es bestand in seiner letzten Bauphase aus insgesamt 18 Räumen, die während der Grabungskampagnen 1957 bis 1960 identifiziert und von denen 16 dokumentiert werden konnten.
Die Räume I und II bildeten ein zusammengehörendes Ensemble. Raum I befand sich in der südwestlichen Ecke des Gebäudekomplexes und beanspruchte mit seinen Abmessungen von 8,70 m mal 4,20 m eine Grundfläche von 36,5 m². Innerhalb dieser Gesamtfläche bildete Raum II eine separate Räumlichkeit von 2,60 m mal 1,70 m (= 4,4 m²), die einzig und allein zur Aufnahme eines Beckens mit einem Boden aus Opus signinum diente. Raum I war vollständig hypokaustiert, das Praefurnium befand sich direkt westlich anschließend, außerhalb des Gebäudes. Die Suspensura (Unterbodenheizung) bestand aus 15 mal sechs bis sieben quadratischen Ziegelsteinpfeilern. Bei jedem Pfeiler waren fünf kleinere (15 cm mal 15 cm mal 7 cm) Steine auf einen größeren (26 cm mal 26 cm mal 7 cm) gesetzt worden. Die Pfeiler standen auf einer Schicht aus feinem Kies, unter der sich eine Mörtelschicht befand, die ihrerseits wieder auf einer dicken Schicht aus Flussbettsteinen oberhalb des gewachsenen Bodens lag. Eine Besonderheit war, dass der Fußboden nicht aus Ziegelplatten gebildet worden war, sondern aus Holzplanken, auf die man eine 17 bis 18 cm dicke Schicht aus Ziegelgrus, Kalk und Sand aufgetragen hatte. Je ein Heizungskanal aus Ziegelsteinen und Keramikrohren führte durch die Nordwand zum Raum VI und durch die Ostwand hindurch zum Raum III, von dem aus die heiße Luft weiter auf die anschließenden Räume verteilt wurde.
Die Räume III, IV und V entsprachen in ihrer Funktion dem Raum II und beinhalteten jeweils nur ein Becken aus Opus signinum. Raum III war mit 2,60 m mal 1,70 m 4,4 m² groß, Raum IV kam mit 2,6 m mal 1,8 m auf 4,5 m². Raum V war ein Flur zwischen Raum I und Raum VIII und maß 3 m mal 1,6 m (= 4,8 m²). Sein Fußboden war mit großen Ziegelplatten belegt, von denen zwölf den Stempel CIH∞ auf der nach oben gerichteten Seite trugen. Alle drei Räume lagen nebeneinander östlich von Raum I in einer schmalen, von Nord nach Süd verlaufenden Raumflucht, die Raum I von Raum VIII trennte.
Raum VI war ein nahezu quadratischer, hypokaustierter Raum, dessen Heißluft vom südlich gelegenen Raum I aus eingeleitet wurde. Mit seinen Maßen von über vier Meter Seitenlänge bedeckte er eine Fläche von mehr als 16 ²m. Die Struktur und die Maße der Hypokaustpfeiler sowie die Bautechnik des Bodens der Suspensura entsprachen denen des Raumes I. In der Raummitte wurde ein Sestertius des Lucius Verus gefunden, im Heizungskanal ein Denarius des Severus Alexander.
Der Raum VII lag in der Nord-Süd-Flucht der Räume III bis V, wobei er nördlich an Raum V anschloss. Er hatte einen quadratischen Grundriss mit einer Seitenlänge von 2,50 m (= 6,25 m²) und besaß kein Hypokaustum. Jedoch wurde er von einem Heißluftkanal durchquert, der vom östlich gelegenen Raum VIII kam und die Heißluft über den Raum VII weiter in den ebenfalls östlich gelegenen Raum XIV führte.
Der große Raum VIII machte den Eindruck eines Saales. Er hatte eine Grundfläche von 51 m² (8,50 m mal 6,00 m). Er war hypokaustiert und bezog seine Heißluft vom westlich gelegenen Raum III und leitete seinerseits die Wärme an den im Süden liegenden Raum IX weiter. Sein Fußboden bestand aus Opus signinum. Im Fundmaterial befand sich ein Sestertius von Faustina der Älteren.
Raum IX war der südlichste Raum des Gebäudes, unmittelbar anschließend an Raum VIII. Mit seinen Abmessungen von 4,50 m mal 3,50 m bedeckte er eine Fläche von knapp 16 m². Der Raum war mit einer Hypokaustanlage versehen, deren Heißluft von Raum VIII aus eingeleitet wurde. Zum Fundmaterial gehörten einige Nippel von Tegulae mammatae und ein As des Trajan.
Die Räume X, XI und XII lagen in dieser Reihenfolge in einer von Osten nach Westen verlaufenden Flucht westlich des Raums VI und nördlich des Raums I. Sie waren alle nicht mit einer Fußbodenheizung ausgestattet. Die Räume X und XI hatten ursprünglich eine Einheit gebildet und wurden erst nachträglich durch den Einbau einer Trennwand in zwei separate Räume unterteilt. Raum X maß nach der Trennung 4 m mal 2,80 m (= 11 m²). Der abgetrennte Raum XI bildete mit seinen Abmessungen von 4 m mal 1,5 m einen Korridor. in seinem Fundmaterial befand sich ein Sestertius der Iulia Paula. Raum XII befand sich in der nordwestlichen Ecke des Gebäudes und war 7,8 m² groß (3,40 m mal 2,30 m).
Raum XIII war ein Flur (2,50 m mal 1,10 m = 2,75 m²), der die Räume VI und XIV miteinander verband.
Die Räume XIV und XV bildeten eine in Ostwestrichtung verlaufende Flucht nördlich des Saales VIII. Raum XIV maß 4,00 m mal 2,40 (= 9,60 m²). Er wurde noch vom Heizungskanal erreicht und mittels Wandheizung erwärmt, wofür die Funde von Tegulae mammatae-Fragmenten sprachen. Bestandteil der Funde dieses Raumes war ein Denarius des Septimius Severus. Raum XV war ein Flur von 1,90 m Breite und mindestens 5,00 m Länge (= 9,5 m²), der den Raum XV mit dem Raum XVI verband. Sein östliches Ende lag außerhalb der möglichen Grabungsfläche und konnte deshalb nicht mehr erreicht werden. Aus seinem Fundmaterial wurde ein Denar des Severus Alexander geborgen.
Raum XVI war der östlichste Raum der Anlage und mit seinen Abmessungen von 8 m mal mindestens 5 m (= 40 m²) der zweitgrößte der Anlage. Leider war er auch stark zerwühlt. Vereinzelte Ziegel wiesen auf die Existenz einer Fußbodenheizung. Im Fundmaterial befand sich unter anderem eine Bronzefibel.
Das Praetoriums insgesamt war 15 Meter breit, die Länge kann nur ungefähr auf 34 Meter geschätzt werden, so dass sich eine Gesamtfläche von rund 510 m² ergibt. Das Gebäude hatte zwei Steinbauphasen. Die westliche Hälfte scheint älter zu sein und möglicherweise noch der Phase des Holz-Erde-Kastells anzugehören, während die östliche Hälfte später hinzugefügt wurde.

### Ziegelbrennofen
Auf der Suche nach Spuren eines Vicus wurde 1959 mehr oder weniger zufällig ein Ziegelbrennofen entdeckt und 1960 vollständig freigelegt. Der Ofen ist etwa 600 Meter in nordwestliche Richtung vom Kastell entfernt. Er liegt auf der westlichen Seite des Budacu-Tales, etwa 100 m südlich des Weges nach Petriș am Fuße des Berges Pietrosu. Der Ofen öffnete sich Hufeisenförmig nach Südwesten hin. Seine Gesamtfläche von 3,0 m mal 2,60 m war durch eine Trennwand in zwei gleich große Brennkammern geteilt. Er ist ohne Fundament auf den Boden gebaut worden. Der Umstand, dass er gegen den Berg errichtet wurde und sich somit quasi in einem Kessel befand, verschaffte ihm den erforderlichen Halt und die notwendige Stabilität. Die 0,35 m bis 0,40 m dicken Wandungen sind aus mit Lehm verbundenen Flussbettsteinen gemauert. Die Ziegelsteine, die in diesem Ofen hergestellt wurden, waren alle nicht gestempelt. Ihre Länge bewegte sich zwischen 15 cm und 30 cm, ihre Breite zwischen 15 cm und 29 cm und ihre Höhe zwischen 5 cm und 10 cm. All diese Ziegelsteinmaße wurden auch in den Principia und im Praetorium gefunden, was beweist, dass dieser Ofen für den Bedarf des Kastells und möglicherweise auch seines Vicus produziert hat. In ihm wurden nur Backsteine hergestellt, so dass es durchaus denkbar ist, dass es noch einen weiteren, bisher unentdeckten Ofen gibt, der auf die Produktion von Dach- und Hohlziegeln spezialisiert war.

## Funde
Das Fundmaterial der Ausgrabungen Ende der 1950er Jahre war quantitativ nicht sehr umfangreich. Dies mag dem Steinraub zur Sekundärverwendung in einem mehrere Jahrhunderte alten Dorf geschuldet sein. Ältere Funde sind zum großen Teil verloren gegangen oder verstreut.

### Epigraphische Funde
Während der Ausgrabungen wurden keine Steininschrift gefunden und auch im Dorf konnten keinerlei sekundär verwendeten Inschriftensteine identifiziert werden. Es sind insgesamt überhaupt nur zwei Inschriftensteine bekannt, deren Auffindung mehr als ein Jahrhundert zurückliegt. Der erste ist ein nur fragmentarisch lesbarer Grabstein, der einer im Alter von 16 Jahren verstorbenen Jugendlichen aufgestellt wurde. Der erhaltene Text lautet ... [an]nis XVI ... tina [pienti]ssima .... Die zweite Inschrift, die möglicherweise mit der Garnison von Orheiu Bistriței in Verbindung stehen könnte, befindet sich auf einer in Myszków (Woiwodschaft Schlesien) aufbewahrten Votivhand. Die Inschrift lautet I(ovi) O(ptimo) M(aximo) Doliceno [sic!] Gaius optio c(o)h(ortis) I Hisp(anorum) ∞ v(otum) s(olvit) l(ibens) m(erito). Die Inschrift wurde also dem Jupiter Optimus Maximus Dolicenus [sic!] von einem Unteroffizier (Optio) namens Gaius gewidmet. Gaius war ein Angehoriger der Cohors I Hispanorum milliaria. Der Fund könnte mit dem ersten Markomannenkrieg in Verbindung gebracht werden, als Marcus Aurelius die dakischen Provinzen gegen die eingefallenen Bastarnen und Daker verteidigte.
Es wurden in den Principia und im Praetorium insgesamt 18 eingedrückte Ziegelstempel ohne Kartusche mit der Prägung CIH∞ gefunden. Die Buchstaben waren 6 cm bis 6,50 cm hoch, die Länge der Abdrücke belief sich auf 15 cm bis 16 cm. Die Stempel lassen sich der Cohors I Hispanorum milliaria c. R. equitata zuweisen, die in Orheiu Bistriței stationiert war und an keinem anderen Ort des römischen Dakiens nachweisbar ist.

### Münzen
Im Laufe der Grabungskampagnen der Jahre 1957 bis 1960 wurden insgesamt zwölf Münzen gefunden, von denen zehn näher bestimmt werden konnten:
| Prägung                     | Typ                                                                     | Datierung                                 | Principia    | Praetorium               | Kastell    | Anmerkung                                                                               |
| --------------------------- | ----------------------------------------------------------------------- | ----------------------------------------- | ------------ | ------------------------ | ---------- | --------------------------------------------------------------------------------------- |
| Trajan (98–117)             | As                                                                      | 98–117                                    |              | Raum IX                  |            | schwer bestimmbar                                                                       |
| Antoninus Pius (138–161)    | 1.) Sestertius (für Faustina) 2.) Denarius (für Marcus Aurelius Caesar) | 140–161                                   | 2.) Raum I   | 1.) Raum VIII            |            | 1.) RIC III, S. 165, Nr. 1146 A 2.) RIC III, S. 79, Nr. 424(a)                          |
| Lucius Verus (161–169)      | Sestertius                                                              | 161–169                                   |              | Raum VI                  |            |                                                                                         |
| Septimius Severus (193–211) | Denarius                                                                | 200–202                                   |              | Raum XIV                 |            | RIC IV, 1, S. 110–111                                                                   |
| Caracalla (212–217)         | Denarius                                                                | 213                                       |              |                          | Schnitt IX | RIC IV, 1, S. 241, Nr. 208                                                              |
| Elagabal (218–222)          | Sesterius (für Iulia Paula)                                             | 219–220                                   |              | Raum XI                  |            | RIC IV, 2, S. 59, Nr. 381                                                               |
| Severus Alexander (222–235) | 1.) Denarius 2.) Denarius 3.) Denarius                                  | 1.) 223 2.) 222–228 3.) 229               | 1.) Raum IV  | 2.) Raum VI 3.) Raum XIV |            | 1.) RIC IV, 2, S. 73, Nr. 23 2.) RIC IV, 2, S. 81, Nr. 133 3.) RIC IV, 2, S. 77, Nr. 92 |
| Unbestimmt                  | 1.) Denarius 2.) Denarius                                               | 1.) 1. Hälfte 3. Jh. 2.) 1. Hälfte 3. Jh. | 2.) Raum III | 1.) Raum XIII            |            | Oberflächen stark korrodiert                                                            |

### Fibeln
Insgesamt wurden nur drei Fibeln gefunden, davon eine in den Principia und zwei im Praetorium. Aus Raum I der Principia stammt der Bügel einer Bronzefibel mit umgeschlagenem Fuß, bei der die Nadel, die Feder, der größte Teil des Fußes und ein bis zwei Spulenwindungen der Bügelbasis nicht mehr vorhanden waren. Sie wurde auf die erste Hälfte des dritten Jahrhunderts datiert. In Raum I des Praetoriums wurde eine T-formige Bronzefibel mit gebogenem Bügel und kurzen Armen gefunden. Der Bügel weist Facetten und zwei Knöpfe auf. Der Fibelfuß war an der Spitze gebrochen. Sie konnte auf das Ende des zweiten bis Anfang des dritten Jahrhunderts datiert werden. Aus Raum XVI schließlich stammt eine bronzene Kniefibel mit einer Feder aus acht Spulenwindungen, die in einer unvollständig geschlossenen Rolle liegt, so dass der Federunterteil sichtbar ist. Die Nadel fehlt und der Nadelhalter ist gebrochen. Sie stammt aus einem Zeitraum zwischen 170 und 220.

### Keramik
Die Keramik, die den größten Teil des Fundmaterials ausmachte, gliederte sich grob in zwei Gruppen. Den größten Teil bildeten römische Produkte, wobei importierte Terra sigillata vollkommen fehlte. Daneben gab es aber auch noch eine Anzahl einheimischer dakischer Waren.
Die dakische Keramik bestand durchgängig aus grobem, handgedrehtem Material, feine dakische Keramik fehlte völlig. Bis auf eine ganze Tasse lagen die Gefäße nur noch fragmentarisch vor. Das grobe dakische Material wurde nicht in Töpfereizentren, sondern von Dorftöpfern oder von Einzelpersonen für den Hausgebrauch angefertigt. Der Umstand, dass sie mit römischen Funden vergesellschaftet angetroffen wurde, weist darauf hin, dass sich auch dakischstämmige Bevölkerung im Lager aufgehalten hat. Die erwähnte Tasse ist vom Fundzusammenhang insofern bemerkenswert, als sie im oberen Bereich der Verfüllung des Principiagebäudes II aufrecht stehend und mit einem Deckel römischer Herkunft bedeckt, umgeben von zahlreichen anderen römischen Funden aus Keramik, Glas und Metall aufgefunden wurde. Die Tasse war 7,1 cm hoch und besaß einen Bodendurchmesser von 8,6 cm (bei einer Dicke von 12 mm) sowie einen Randdurchmesser von 15 cm (bei einer Wandungsstärke von 7 mm). Außen war ein äußerst grob gearbeiteter Henkel angesetzt. Im Inneren der Tasse befand sich nur schwarze Erde.
Die dominierende Keramik römischer Provenienz lässt sich in vier folgende Untergruppen einteilen:
- Qualitativ hochwertige, scheibengedrehte und gut durch gebrannte feine Ware aus meist unverzierter, ziegelroter Keramik unterschiedlichster Formen und Bestimmungen (Schüsseln, Schalen, Teller, Töpfe, Tabletts, Kannen, Krüge, Näpfe, Mortaria, Spielsteine und ein verzierter Kasserollengriff).
- Wenige Fragmente feiner scheibengedrehter und mit Stempel versehener ziegelroter Ware mit eingedrückten Ornamenten.
- Einige Bruchstücke (ein paar größere Gefäße und der Fuß einer Schale) feiner grauer Drehscheibenkeramik aus gutem und gut gebranntem Ton.
- Grau-schwărzliche, auf der Scheibe gedrehte Keramik aus unreinem und uneinheitlich gebranntem Ton. Insgesamt eine einfache, für den Alltagsgebrauch bestimmte Ware. Das Formenspektrum beschränkte sich im Wesentlichen auf Töpfe ohne Henkel mit kreisförmigen Griffen und Deckeln.

Die ersten drei Gruppen dürften in Töpfereizentren der dakischen Provinzen hergestellt worden sein, während für die letzte Gruppe eher eine lokale Töpferei vermutet werden darf.

### Metallfunde
Die Metallfunde deckten das zu erwartende Spektrum ab. Nägel aller Größen und Formen wurden im gesamten Kastellbereich gefunden, aufgrund der Schwerpunktsetzung der Grabungen stammen die meisten natürlich aus den Principia und dem Praetorium. Ebenfalls aus diesen beiden Gebäuden kamen insgesamt vier bronzene Schüsseln. Im Praetorium wurden darüber hinaus Sandalennägel, mehrere Messerklingen sowie drei vollständig erhaltene Messer gefunden. Aus dem übrigen Kastellbereich schließlic stammten eine Spitzhacke und ein Hammer, die Öse einer Sense, sowie ein paar Pfeil-, Hasta- und Pilumspitzen.

### Hortfund von 1909
Bereits 1909 wurde vom damaligen Dorfpfarrer Johann Dienesch ein Hortfund entdeckt und anschließend dem sächsischen Gymnasium von Bistritz überlassen. Er hatte den Hort während Renovierungs- und Erweiterungsarbeiten an der evangelischen Kirche im Bereich der Nordwestecke des Kastells entdeckt. Infolge der Kriegswirren im Herbst 1944 wurden die Gegenstände der Gymnasialsammlung zerstreut, manche von ihnen sind endgültig verloren gegangen, während andere in Privatsammlungen gelangten. Nach dem Inventarbuch der Gymnasialsammlung muss es sich um ein reiches Depot von römischen Artefakten gehandelt haben, das aus landwirtschaftlichem (ein Spaten, zwei Hacken, sechs Sensen) und handwerklichem Werkzeug (zwei Dechseln, einer Axt und einem Meißel), sowie Lanzenspitzen, einem Feuerbock und anderen Gegenständen für den Haushaltsgebrauch bestanden haben. Ein Teil der Funde gelangte 1952 ins Bistritzer Museum. Dort konnte Corneliu Gaiu neun Gegenständen, eine Karaffe, eine Kasserolle und eine Schüssel aus Bronze, sowie eine Pflugschar, eine Axt und vier eiserne Sensen genauer bestimmen. Die Anlage des Depots wurde auf das zweite Jahrhundert datiert und mit den Markomannenkriegen in Verbindung gebracht.

## Truppen
Inschriftlich wurde in Orheiu Bistriței die mit zahlreichen Ziegelstempeln vertretene Cohors I Flavia Hispanorum milliaria nachgewiesen. Für die Anwesenheit der in der älteren Literatur spekulativ vermuteten Cohors I Ubiorum, Ala I Illyricorum und Cohors I Alpinorum equitata fanden sich jedoch keinerlei Hinweise. Diese Truppen befanden sich außerhalb der Provinz Dacia Porolissensis, möglicherweise im nordöstlichen Bereich der Dacia superior.

## Limesverlauf zwischen dem Kastell Orheiu Bistriței und dem Kastell Brâncovenești
| Name                      | Beschreibung/Zustand |
| ------------------------- | --- |
| Kastell Orheiu Bistriței  | siehe oben |
| Kleinkastell/Burgus       | Nicht sichtbar, sperrte das Tal der Șieuț. Unmittelbar im Grenzgebiet zum Barbaricum.                                             |
| Wachturm Monor            | Oberflächlich wahrnehmbare runde Struktur, die durch starke Entwaldung zerstört wurde. Unmittelbar im Grenzgebiet zum Barbaricum. |
| Wachturm Vălenii de Mureș | Nicht sichtbar, rund 2,5 km nordöstlich des Kastells Brâncovenești. Unmittelbar im Grenzgebiet zum Barbaricum.                    |
| Kastell Brâncovenești     | siehe Hauptartikel Kastell Brâncovenești                                                                                          |

## Denkmalschutz
Die gesamte archäologische Stätte und im Speziellen das Kastell stehen nach dem 2001 verabschiedeten Gesetz Nr. 422/2001 als historische Denkmäler unter Schutz und sind mit dem LMI-Code BN-I-s-A-01377 in der nationalen Liste der historischen Monumente (Lista Monumentelor Istorice) eingetragen. Zuständig ist das Ministerium für Kultur und nationales Erbe (Ministerul Culturii şi Patrimoniului Naţional), insbesondere das Generaldirektorat für nationales Kulturerbe, die Abteilung für bildende Kunst sowie die Nationale Kommission für historische Denkmäler sowie weitere, dem Ministerium untergeordnete Institutionen. Ungenehmigte Ausgrabungen sowie die Ausfuhr von antiken Gegenständen sind in Rumänien verboten.